# Jeanne Demessieux
Jeanne Demessieux, née le 13 février 1921 à Montpellier et morte le 11 novembre 1968 à Paris, est une pianiste, organiste, improvisatrice, pédagogue et compositrice française.

## Biographie
Jeanne Demessieux, fille d'Étienne Prosper Demessieux et de Marie-Magdeleine Mézy, commence le piano avec sa sœur Yolande. À onze ans, elle remporta le premier prix de piano dans la classe de Léonce Granier (avec un Concerto pour piano de Charles-Marie Widor) et le premier prix de solfège au conservatoire de Montpellier. Après avoir déménagé à Paris avec sa famille pour lui permettre d'y poursuivre ses études, elle fut nommée, à douze ans, organiste à la toute nouvelle église du Saint-Esprit de Paris. Après avoir travaillé un an sous la direction de Lazare-Lévy, elle est admise au Conservatoire de Paris en 1933 et obtient des premiers prix dans les classes de Santiago Riera et Magda Tagliaferro (piano), Jean Gallon (harmonie), Noël Gallon (contrepoint et fugue) et Henri Büsser (composition). En 1936, elle devient élève de Marcel Dupré, qui la prend sous sa protection, après qu'elle a obtenu son premier prix d'orgue et d'improvisation au conservatoire en 1941 : ils se brouillent définitivement en 1947,.
Jeanne Demessieux devient une concertiste d'une grande virtuosité et fait ses débuts officiels à l’orgue de la salle Pleyel en 1946 dans une série de douze concerts (1946-1948) organisés par Marcel Dupré. Elle donne plus de 700 concerts en France, au Royaume-Uni, en Belgique, aux Pays-Bas, en Suisse, en Allemagne et aux États-Unis (1953, 1955 et 1958),. Demessieux joue toujours par cœur, ayant un répertoire actif de plus de 2500 compositions, y compris les œuvres complètes pour orgue de Jean-Sébastien Bach, César Franck, les œuvres majeures pour orgue de Franz Liszt et Felix Mendelssohn, et toutes les œuvres pour orgue de Dupré jusqu'à l'op. 41. Artiste prolifique, elle reçoit le Grand Prix du Disque en 1961 pour son enregistrement intégral des œuvres pour orgue de César Franck (1959, une première mondiale).
Elle enseigne l’orgue et l'improvisation au conservatoire de Nancy de 1950 à 1952, et au conservatoire royal de Liège de 1952 à 1968. Parmi ses étudiants se trouvent Marie-Madeleine Chevalier, Pierre Labric et Louis Thiry. Enfin, de 1962 jusqu’à sa mort, elle est titulaire de l'orgue de l'église de la Madeleine à Paris.
En 1967, après plusieurs années de négociations, elle signe un contrat avec Decca Records pour un enregistrement intégral de l'œuvre pour orgue d'Olivier Messiaen à Notre-Dame de Paris, auquel elle ne peut pas, pour des raisons de santé, se conformer. Selon sa biographe, Christiane Trieu-Colleney, Demessieux a subi un traitement médical et ne s'est pas produite en concert pendant la majeure partie de la dernière année de sa vie.
Jeanne Demessieux s'éteint à son domicile du 75, boulevard Soult à Paris, le 11 novembre 1968, des conséquences d'un cancer. Elle est inhumée dans le tombeau familial au cimetière d'Aigues-Mortes.
En 2021, Decca Records a sorti un coffret de huit CD avec tous les enregistrements de Jeanne Demessieux pour ce label entre 1947 et 1967, y compris celui, en première mondiale, des œuvres complètes pour orgue de Franck (1959).

## Compositions

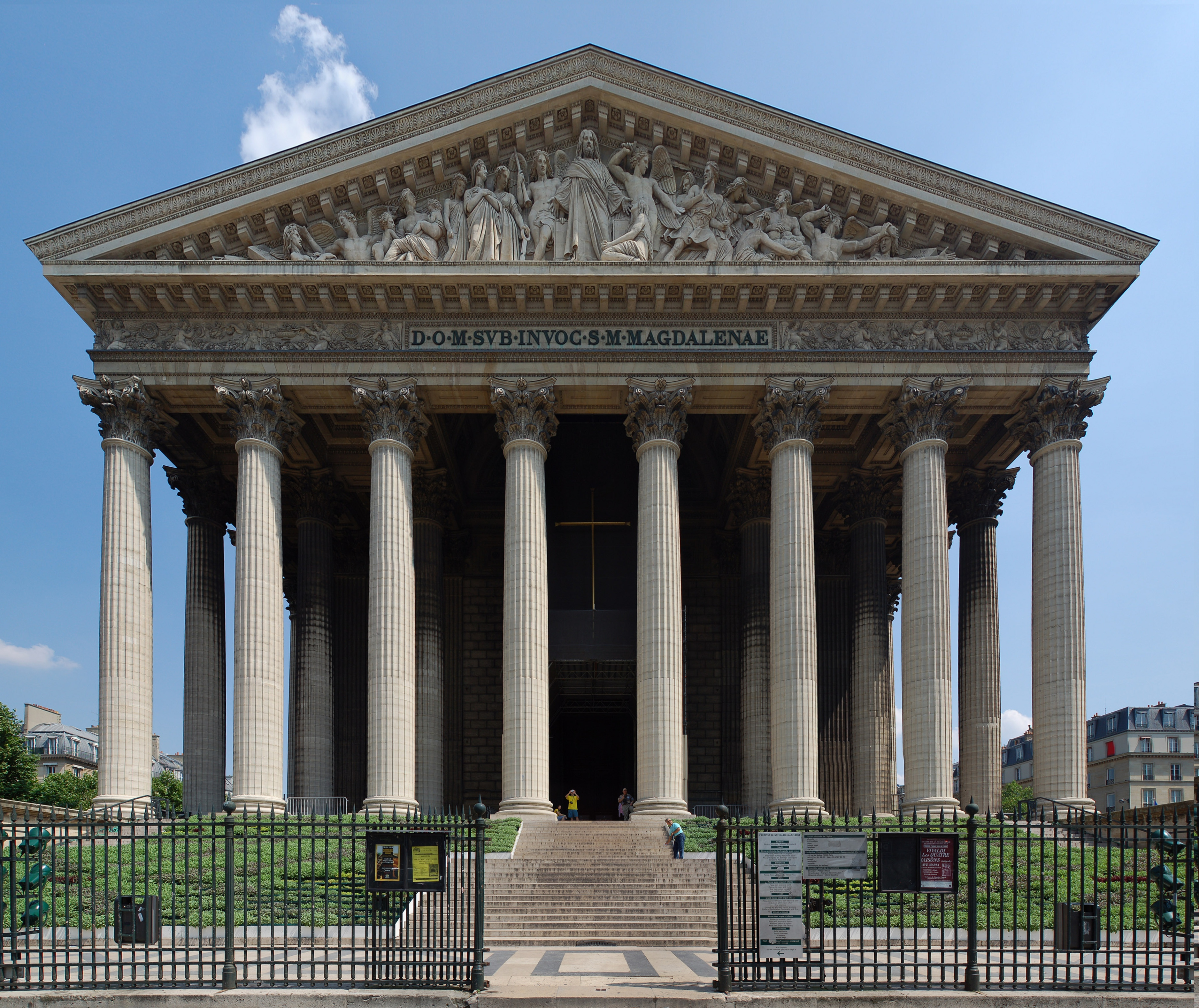
Église de la Madeleine à Paris où Jeanne Demessieux est titulaire des orgues de 1962 à 1968.

### Orgue seul
- Nativité op. 4 (écrit en 1943/44. Sampzon: Delatour France, 2005)
- Six Études op. 5 (écrit en 1944. Paris: Bornemann/Leduc, 1946)
  - Pointes
  - Tierces
  - Sixtes
  - Accords alternés
  - Notes répétées
  - Octaves
- Sept Méditations sur le Saint-Esprit op. 6 (écrit en 1945-47. Paris: Durand, 1947)
  - Veni Sancte Spiritus
  - Les Eaux
  - Pentecôte
  - Dogme
  - Consolateur
  - Paix
  - Lumière
- Triptyque op. 7 (écrit en 1947. Paris : Durand, 1949)
  - Prélude
  - Adagio
  - Fugue
- Douze Choral Préludes sur des thèmes grégoriens op. 8 (écrit en 1947. Boston, MA (USA) : McLaughlin & Reilly, 1950, puis Summy-Birchard, 1995)
  - Rorate Caeli - Choral orné
  - Adeste Fideles - Musette
  - Attende Domine - Choral paraphrasé
  - Stabat Mater - Cantabile
  - Vexilla Regis - Prélude
  - Hosanna Filio David - Choral fugué
  - O Filii - Variations
  - Veni Creator Spiritus - Toccata
  - Ubi Caritas - Ricercare
  - In Manus Tuas - Litanie
  - Tu es Petrus[10] - Marcia
  - Domine Jesu[11] - Berceuse
- Andante (Chant donné) (écrit en 1953. Dans 64 Leçons d'Harmonie, offertes en hommage à Jean Gallon, publié par Claude Delvincourt. Paris: Durand, 1953.)
- Te Deum op. 11 (écrit en 1957/58. Paris: Durand, 1959)
- Répons pour le Temps de Pâques (écrit en 1962/63. Paris: Durand, 1970)
- Répons pour les Temps Liturgiques (écrit en 1962-66. Sampzon: Delatour France, 2006)
  - Répons pour le temps du Très-Saint-Rosaire: Ave Maria
  - Répons pour le temps d'Advent: Consolamini
  - Répons pour le temps du Saint-Sacrement: Lauda Sion (première version, écrit en 1963)
  - Répons pour le temps du Saint-Sacrement: Lauda Sion (seconde version, écrit en 1966)
- Prélude et Fugue en Ut op. 13 (écrit en 1964. Paris: Durand, 1965)

### Orgue et orchestre
- Poème op. 9 (écrit en 1949. Paris: Durand, 1952)

### Piano seul
- 7 Pièces inédites (Sampzon: Delatour France, 2011)
  - Le chant des petits oiseaux
  - Berceuse et impromptu
  - Romance sans paroles
  - Allegro
  - Mazurka
  - Valse n° 1
  - Murmure des bois
- Berceuse (écrit en 1926. Inédit.)
- Suite (écrit en 1938. Inédit.)
  - Prélude
  - Scherzetto
  - Menuet
  - Toccata
- Étude Fa dièse majeur (écrit en 1938. Inédit.)
- Trois Préludes (écrit en 1939. Inédit.)
  - ré dièse mineur
  - si mineur
  - ré mineur

### Mélodies (avec piano)
- Le Moulin (écrit en 1937. Inédit.)
- Soudainement contre les Vitres (écrit en 1940. Inédit.)
- Sonnet de Michel-Ange (écrit en 1949. Inédit.)
- Action de grâce (Sans date. Inédit.)
- Cavalier (Sans date. Inédit.)
- Le Vase brisé (Sans date. Inédit.)

### Musique de chambre
- Sonate pour violon et piano (écrit en 1940. Sampson: Delatour France, 2013)
  - Allegro moderato
  - Adagio cantabile
  - Thème et variations
- Ballade op. 12 pour cor et piano (écrit en 1962. Paris: Durand, 1962)
- Quatuor à cordes (Sans date. Inédit.)

### Chœur
- Cantate pour le Jeudi Saint pour chœur, solistes et orgue : après un texte de Félix Raugel (écrit en 1938. Inédit.)
- Barques Célestes pour trois voix égales (écrit en 1938. Inédit.)
- Consolamini pour cinq voix mixtes (écrit en 1950. Inédit.)
- Chanson de Roland op. 10, oratorio pour mezzo soprano, chœur et orchestre (écrit en 1951-56. Paris: Leduc)

### Œuvres Diverses
- Deux mouvements de Symphonie (écrit en 1941. Inédit.)
- Georg Friedrich Händel : Cadences pour les concertos d'orgue Nos. 1 et 2 (Inédit.)
- Franz Liszt : Funérailles, arrangé pour orgue (Sampzon: Delatour France, 2010)

## Écrit
- Journal (1934–1946), L’Orgue : Bulletin des Amis de l’Orgue 287–288 (2009), p. 64–247.

## Distinctions
- Chevalière de la Légion d'honneur
- Chevalier de l'ordre de la Couronne (Belgique)

## Discographie
- Jeanne Demessieux: Intégrale de l'œuvre pour orgue.
  - Te Deum op. 11, Répons pour le temps de Pâques, 12 Choral-Préludes op. 8, Triptyque op. 7, Prélude et Fugue en Ut op. 13, Sept Méditations sur le Saint-Esprit op. 6, Six Études op. 5. Pierre Labric: Hommage à Jeanne Demessieux.
    - Pierre Labric, Organiste. Enregistrée en juillet et décembre 1971, et octobre 1972 à St. Ouen, Rouen, et à St. Pierre, Angoulème (Six Études, Sept Méditations). Sigean: Solstice, 2017. 2 CD.

- Jeanne Demessieux: Intégrale de l'œuvre pour orgue.
  - Nativité op. 4, Six Études op. 5, Sept Méditations sur le Saint-Esprit op. 6, Triptyque op. 7, 12 Choral-Préludes op. 8, Te Deum op. 11, Répons pour les Temps Liturgiques, Prélude et Fugue en Ut op. 13.
    - Maxime Patel, Organiste. Enregistrée en août 2006 aux orgues Jann de la Stiftsbasilika Waldsassen, Allemagne. Un film de Federico Savio. Hombourg-Haut, France: Fugatto, 2008. 1 DVD.

- Jeanne Demessieux: Intégrale de l'œuvre pour orgue.
  - Nativité op. 4, Six Études op. 5, Sept Méditations sur le Saint-Esprit op. 6, Triptyque op. 7, 12 Choral-Préludes op. 8, Te Deum op. 11, Répons pour les Temps Liturgiques, Prélude et Fugue en Ut op. 13, Andante (Chant donné), Poème op. 9 pour orgue et orchestre.
    - Stephen Tharp, Organiste. Enregistrée en juin 2004 à St. Martin, Dudelange (Luxembourg : op. 4, 5, 8, 11, 13 et Andante) et en mai 2006 à St. Ouen, Rouen (op. 6 et 7, Répons pour les Temps Liturgiques). Jeanne Demessieux, Organiste/Orchestre Radio-Symphonique de Paris, direction: Eugène Bigot (Poème op. 9). Enregistrée en 1952 à la Salle Pleyel, Paris. Korschenbroich, Allemagne: Aeolus Music, 2008. 2 SACD & 1 CD.

- Jeanne Demessieux: The Decca Legacy[12].
  - L'intégrale des enregistrements de Demessieux pour Decca Records entre 1947 et 1967.
    - Jeanne Demessieux, Organist. London: Decca Records, 2021. 8 CD.

- César Franck: Intégrale de l'œuvre pour orgue.
  - Jeanne Demessieux, Organiste. Enregistrée en 1959 aux orgues Cavaillé-Coll de l'église de la Madeleine à Paris. Amersfoort, Pays-Bas: Festivo, sans date. FECD 155/156. 2 CD.

- Jeanne Demessieux aux grandes orgues de l'église de la Madeleine à Paris, Vol. I.
  - J. S. Bach: Sinfonia du cantate No. 29, Erbarm dich mein, o Herre Gott BWV 721, O Mensch, bewein dein Sünde groß BWV 622, Christ unser Herr zum Jordan kam BWV 684 : W. A. Mozart: Fantasia en fa mineur KV 608 : F. Liszt: Prélude et fugue sur le nom de BACH : Ch. M. Widor: Allegro de la Symphonie No. 6 en sol mineur.
    - Jeanne Demessieux, Organiste. Enregistrée en juillet 1958 aux orgues Cavaillé-Coll de l'église de la Madeleine à Paris. Amersfoort, Pays-Bas: Festivo, sans date. FECD 131. 1 CD.

- Jeanne Demessieux aux grandes orgues de l'église de la Madeleine à Paris, Vol. II.
  - J. S. Bach: Toccata et Fugue en fa majeur BWV 540, Fantasia en sol majeur BWV 572 : W. A. Mozart: Adagio et Fugue en do mineur KV 546/426 : E. Mignan: Toccata Médiévale : J. Berveiller: Mouvement : J. Demessieux: Te Deum op. 11.
    - Jeanne Demessieux, Organiste. Enregistrée en juillet 1958 aux orgues Cavaillé-Coll de l'église de la Madeleine à Paris. Amersfoort, Pays-Bas: Festivo, sans date. FECD 132. 1 CD.

- The Legendary Jeanne Demessieux, Vol. III.
  - O. Messiaen: Transports de joie (L'Ascension) : J. S. Bach: Liebster Jesu, wir sind hier BWV 731 : J. Berveiller: Mouvement : Ch. M. Widor: Toccata de la Symphonie No. 5 en fa mineur : W. A. Mozart: Fantasia en fa mineur KV 608 : J .S. Bach: Toccata, Adagio et Fugue en do majeur BWV 564 : F. Liszt: Ad nos, ad salutarem undam.
    - Jeanne Demessieux, Organiste. Enregistrée en juillet 1961 à St. Bavo, Haarlem (Mozart), en juillet 1963 à l'Oude Kerk in Amsterdam (Bach: BWV 564), à la Victoria Hall à Genève (1963 : Liszt: Ad nos) et à la Metropolitan Cathedral à Liverpool (1967 : Messiaen : Bach: BWV 731 : Berveiller et Widor). Amersfoort, Pays-Bas: Festivo, sans date. FECD 141. 1 CD.

- The Legendary Jeanne Demessieux: The Hamburg Organs.
  - St. Sophienkirche: H. Purcell: Trumpet Tune : J. S. Bach: Praeludium et Fugue en la mineur BWV 543, Liebster Jesu, wir sind hier BWV 731. St. Michaelis: C. Franck: Prélude, Fugue et Variation op. 18, Cantabile (Trios Pièces). Christianskirche: J. Berveiller: Mouvement : J. Demessieux: Te Deum op. 11, Consolateur (Sept Méditation sur le Saint Esprit op. 6), Tierces (Six Études op. 5) : O. Messiaen: Dieu parmi nous (La Nativité du Seigneur) : J. Demessieux: Improvisation sur le choral "O großer Gott der Treu" de la cantate No. 46 de J. S. Bach.
    - Jeanne Demessieux, Organiste. Enregistrée en mai 1959 (St. Sophienkirche), en novembre 1962 (St. Michaelis) et juin 1958 (Christianskirche). Amersfoort, Pays-Bas: Festivo, sans date. FECD 6961/862. 1 CD.